# Пространство (ТВ серија)
Пространство (енгл. The Expanse) америчка је научнофантастична телевизијска серија коју су развили Марк Фергус и Хок Остби по истоименом серијалу романа Џејмса С. А. Корија. Радња је смештена у будућност у којој је човечанство колонизовало Сунчев систем.
Добила је позитивне рецензије критичара и освојила награду Хјуго, те трипут била номинована за награду Сатурн. Syfy је отказао серију након три сезоне. Међутим, Amazon Prime Video је касније преузео серију и произвео још три сезоне.

## Улоге
| Глумац           | Улога             |
| ---------------- | ----------------- |
| Томас Џејн       | Џо Милер          |
| Стивен Стрејт    | Џејмс Холден      |
| Кас Анвар        | Алекс Камал       |
| Доминик Типер    | Наоми Нагата      |
| Вес Чатам        | Ејмос Бертон      |
| Поло Костанзо    | Шед Гарви         |
| Флоренс Февре    | Џулијет Мао       |
| Шон Дојл         | Садавир Еринрајт  |
| Шоре Агдашлу     | Крисјен Авасарала |
| Френки Адамс     | Боби Дрејпер      |
| Кара Џи          | Камина Драмер     |
| Кеон Александер  | Марко Инарос      |
| Џасај Чејс Овенс | Филип Инарос      |
| Надин Никол      | Клариса Мао       |

## Епизоде
| Сезона | Сезона | Епизоде | Епизоде | Оригинална објава  | Оригинална објава  | Оригинална објава |
| Сезона | Сезона | Епизоде | Епизоде | Премијера          | Финале             | Мрежа             |
| ------ | ------ | ------- | ------- | ------------------ | ------------------ | ----------------- |
|        | 1.     | 10      | 10      | 14. децембар 2015. | 2. фебруар 2016.   |                   |
|        | 2.     | 13      | 13      | 1. фебруар 2017.   | 19. април 2017.    |                   |
|        | 3.     | 13      | 13      | 11. април 2018.    | 27. јун 2018.      |                   |
|        | 4.     | 10      | 10      | 12. децембар 2019. | 12. децембар 2019. |                   |
|        | 5.     | 10      | 10      | 15. децембар 2020. | 2. фебруар 2021.   |                   |
|        | 6.     | 6       | 6       | 10. децембар 2021. | 14. јануар 2022.   |                   |